# The Life of the Party (album)
Pour les articles homonymes, voir The Life of the Party.

The Life of the Party est le troisième album des Planet Smashers sorti en 1999

## Morceaux
1. "Life of the Party" – 2:24
2. "Shame" – 2:40
3. "Too Much Attitude" – 2:48
4. "Swayed" – 3:04
5. "Surfin' in Tofino" – 2:31
6. "All Men Fear Women" – 2:45
7. "You Might Be..." – 2:18
8. "Trouble in Engineering" – 2:28
9. "Super Orgy Porno Party" – 2:35
10. "Wise Up" – 2:36
11. "Whining" – 2:46
12. "No Matter What You Say" – 4:03
13. "Kung Fu Master" – 2:58
14. "Holiday" – 2:40
15. "Save It" – 3:19